# Joseph Navarro
Pas d'image ? Cliquez ici

a Compétitions nationales et continentales officielles uniquement.

Joseph Navarro surnommé Pépito, né le 27 mars 1946 à Caudete (Espagne) et mort le 13 décembre 2011 à Béziers, était un joueur de rugby à XV, triple champion de France avec le club de l'AS Béziers, évoluant au poste de trois-quarts centre.

## Biographie
Joseph Navarro débute par le rugby à XIII au sein du club de Lézignan XIII avant de changer de code et de rejoindre en senior l'AS Béziers. 
Avec le club héraultais, il est trois fois champion de France en 1971, 1972 et 1974. À l'occasion de la finale de 1974, contre le RC Narbonne, Joseph Navarro marque un essai d'anthologie, à la suite d'une superbe percée de Jean-Pierre Pesteil.
Lors de la finale de 1975, opposant Béziers au CA Brive, il laisse sa place « pour faire plaisir aux plus jeunes » alors qu'il a joué les quarts et demi-finale. Il meurt à l'âge de 65 ans à Béziers, sa ville de résidence.

## Palmarès
- Vainqueur du championnat de France en 1971, 1972 et 1974, (en 1975 ne joue pas la finale)
- Vainqueur du Challenge Du Manoir en 1972 et 1975, Finaliste en 1973
- Bouclier d'automne 1970,1971, 1974(ne joue pas la finale), Finaliste en 1972 et 1975